# 한화커넥트
한화커넥트(영어: Hanwha Connect Co., Ltd.)는 대한민국의 민자역사 등 공간 플랫폼 운영 기업이다. 서울역과 청량리역의 운영을 담당하고 있다.

## 역사
1987년 9월 서울역과 청량리역 등 민자역사 사업을 담당하기 위한 서울청량리역사가 설립되었다. 1988년 서울민자역사, 1989년 서울프라자쇼핑을 개관하였다. 1995년 한화역사로 사명을 변경하였다. 2003년 서울통합민자역사, 2010년 청량리민자역사를 완공하였다. 2011년 12월 민자역사 사업 확대를 위해 지난 2004년 설립한 특수목적법인 한화청량리역사를 합병하였다. 2020년 서울역 북부역세권 개발사업, 2021년 대전역세권 개발사업에 참여하였다. 2022년 1월 한화커넥트(영어: Hanwha Connect Co., Ltd.)로 사명을 변경하였다.

## 사업 부문
- 커넥트플레이스: 서울역, 청량리역